# ГЕС Біг-Крік 3
ГЕС Біг-Крік 3 — гідроелектростанція у штаті Каліфорнія (Сполучені Штати Америки). Знаходячись між ГЕС Біг-Крік 8 та ГЕС Mammoth Pool з однієї сторони і ГЕС Біг-Крік 4 з іншої сторони, входить до складу гідровузла у верхній частині сточища річки Сан-Хоакін, яка починається на західному схилі гір Сьєрра-Невада та впадає до затоки Сан-Франциско. 

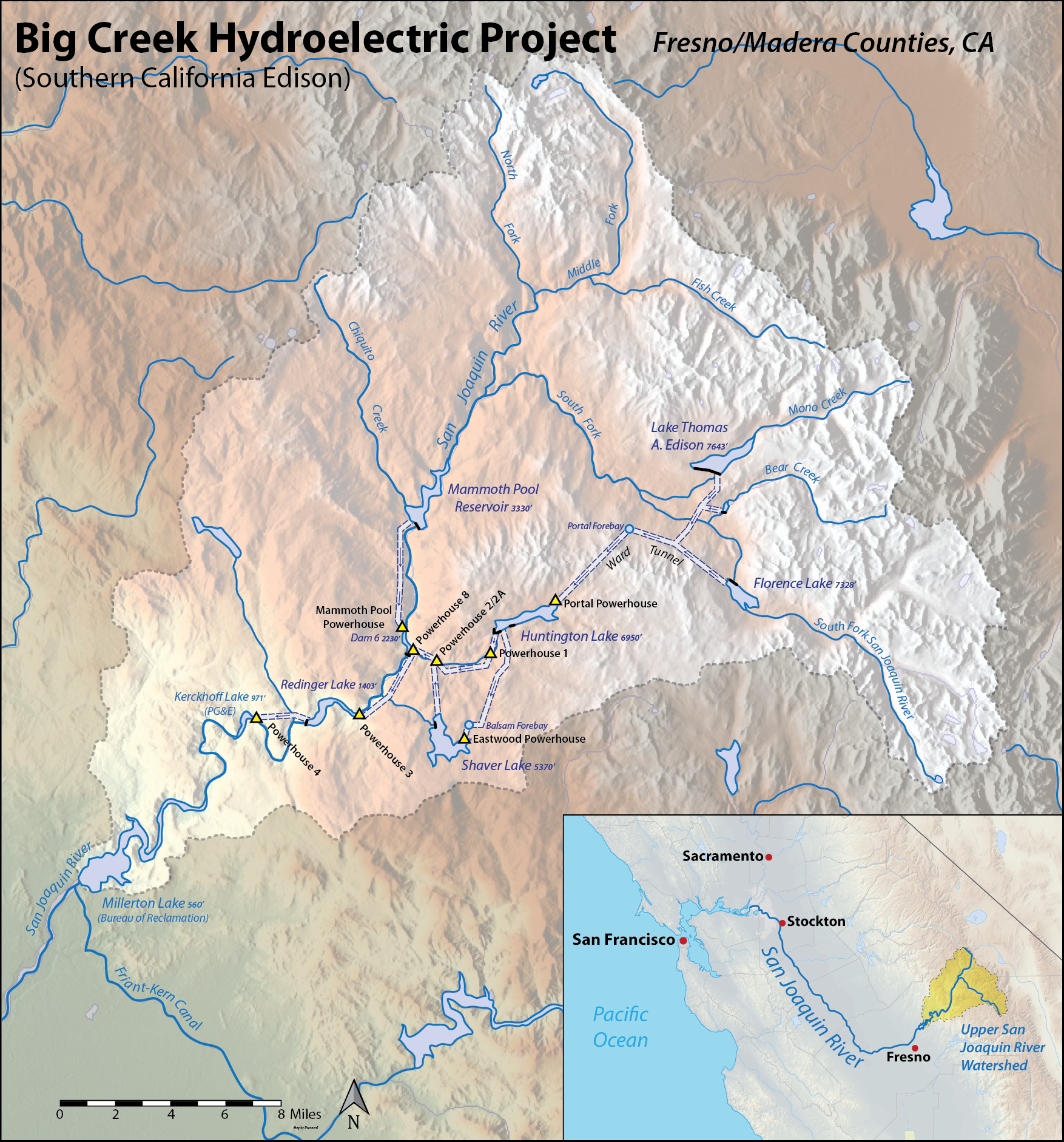
Схема гідровузла Біг-Крік

В межах проекту Сан-Хоакін перекрили бетонною арковою греблею висотою 47 метрів, довжиною 151 метр та товщиною від 2 (по гребеню) до 12 (по основі) метрів. Вона утримує невелике водосховище з площею поверхні 0,09 км2 та об'ємом 1,2 млн м3.  
Зі сховища під лівобережним гірським масивом прокладений дериваційний тунель довжиною 8,6 км з перетином 6,4х6,4 метра, який переходить у п’ять напірних водоводів довжиною біля 0,4 км кожен. В системі також працює підземний вирівнювальний резервуар висотою 50 метрів та діаметром від 1,5 до 1,9 метра.
Основне обладнання станції становлять п’ять турбін типу Френсіс. Перші три, які наразі мають потужність по 34 МВт,  ввели в експлуатацію у 1923 році, ще дві з показниками 36 МВт та 36,5 МВт додали у 1948-му та 1980-му. Вони використовують напір у 252 метри та в 2018 забезпечили виробництво 679 млн кВт-год електроенергії.